# Парнелл, Чарльз Стюарт
Чарльз Стюарт Парнелл (англ. Charles Stewart Parnell; 27 июня 1846[…], Уиклоу, Ленстер — 6 октября 1891[…], Брайтон, Восточный Суссекс) — ирландский землевладелец и политический деятель. С 1880 по 1882 годы возглавлял Лигу гомруля. В 1882 году основал Ирландскую парламентскую партию и стал её председателем. На этой должности Парнелл оставался почти до самой смерти в 1891 году. Был членом британской палаты общин в 1875—1891 годах. Кроме этого был президентом Ирландской национальной земельной лиги, организации, являвшейся базой для поддержки ирландских парламентаристов, которую в 1882 году трансформировал в Ирландскую национальную лигу.
С 1880 года Парнелл был лидером ирландских националистов и сторонников самоуправления Ирландии в парламенте Великобритании. В частности он поддерживал идеи земельной реформы, уменьшение арендной платы для ирландских фермеров, восстановления ирландского парламента, однако был противником независимости. Ирландские парламентаристы, вступая во временные союзы то с либералами, то с консерваторами дважды пытались провести закон о гомруле, однако оба раза неудачно.

## Биография

### Происхождение и ранние годы
Чарльз Стюарт Парнелл родился в графстве Уиклоу 27 июня 1846 года в семье обеспеченного англо-ирландского дворянина и землевладельца Джон Генри Парнелла (1811—1859). Мать Чарльза Стюарта, Делия Тюдор Стюарт (1816—1898) была американкой из Нью-Джерси и дочерью американского адмирала Чарльза Стюарта, участника Квази-войны, первой и второй берберийских войн и англо-американской войны 1812 года. Он стал известен, после того, как будучи капитаном корабля «Конституция» захватил два британских судна.
Первым известным представителем семьи Парнеллов, переселившимся в Ирландию, был Томас Парнелл, который перебрался на остров почти сразу после Реставрации Стюартов в 1660 году и приобрёл имение в графстве Куинн (ныне графство Лиишь). Прадед Чарльза Стюарта, сэр Джон Парнелл (1744—1801) был видным политиком: он был депутатом ирландского парламента, занимал посты канцлера ирландского казначейства и тайного ирландского советника. Однако после принятия Акта об унии Великобритании и Ирландии в 1800 году был отстранён от всех этих должностей, так как был противником этого документа. В целом сэр Джон был сторонником прав жителей острова, хотя и придавал меньше значения вопросу католической эмансипации в отличие от большинства приверженцев самоуправления Ирландии (в частности их лидера Генри Граттана).
Двое сыновей сэра Джона Парнелла также были активными политиками, но в отличие от отца занимали чёткую позицию по проблеме эмансипации католиков: они убеждёнными сторонниками этого процесса и поддерживали Дэниела О’Коннелла. Финансовый эксперт, сэр Генри Брук Парнелл (1776—1842) сперва был депутатом ирландского парламента, а после его ликвидации согласно Акту об унии, представлял в палате общин Великобритании в разное время Портарлингтон, графство Куинн и Данди. В 1836 году Генри Брук был назначен первым генеральным казначеем. В 1841 году он основал баронство Конглетон. Большое влияние на Чарльза Стюарта оказали взгляды его деда, Уильяма Парнелла (1777—1821), который был младшим братом Генри и унаследовал поместье в графстве Уилкоу от кузена своего отца, Самуэля Хейза. Уильям был депутатом ирландского и британского парламентов, кроме этого видным писателем и памфлетистом. В своих произведениях как художественных, так и публицистических он доказывал необходимость равенства католиков и протестантов и пересмотра отношений между Великобританией и Ирландией.
Отец Парнелла, Джон Генри несмотря на то, что был убеждённым либералом не проявлял большого интереса к политический деятельности. В основном он занимался сельским хозяйством и управлением своим поместьем. Джон Генри был также известен благодаря выделению средств и участка для строительства католической часовни во время Великого голода в Ирландии. Делиа Стюарт, мать Чарльза Стюарта Парнелла по мнению многих биографов и историков больше всех повлияла на характер и политические воззрения сына. Её отец сражался против британцев во время англо-американской войны, а дед во время войны за независимость. Именно Делиа Стюарт, придерживаясь республиканских воззрений, привила своему сыну ирландский патриотизм и нелюбовь к британцам. Впрочем, он был несогласен с матерью по некоторым вопросам, в частности в отношении к террористам-фениям, которым она открыта симпатизировала, а также был равнодушен к националистическому толкованию истории Ирландии.

### Начало карьеры
Впервые Парнелл был избран в Парламент в возрасте 29 лет в графстве Мит, на выборах в апреле 1875 года. Парнелл присоединился к партии ирландских индепендентов — Партии гомруля, возглавляемую Айзеком Баттом. Первый год Парнелл наблюдал за ходом парламентских процедур, но уже в 1876 году он выразил антианглийские настроения. В Палате Общин он произнес речь о том, что ни одно из убийств или терактов не могло быть совершено фениями. Эта речь привлекла на сторону Парнелла членов Ирландского Республиканского Братства, ирландской силовой организации, которая устроила восстание 1867 года. Парнелл стал пропагандировать фенианские принципы в Британии и Ирландии; для этого он объединился с представителями радикального крыла Партии гомруля — Джозефом Биггар, Джоном О’Коннор Пауэр, Эдмундом Дуаэйр-Грей и Франком Хью О’Доннелл. Объединившись с ними, Парнелл сыграл решающую роль в движении обструкционизма, которое ставило своей целью привлечь внимание Правительства к Ирландскому вопросу, который прежде игнорировался. Тактика обструкционистов заключалась в произнесении длинных, нудных речей, не относящихся к теме заседания. Особенность заключалась в том, что выступления в Парламенте не были регламентированы, и оратора не могли прерывать. Скандал вызванный подобным поведением, возымел желаемый эффект и вскоре Парламент обратил внимание на Ирландский вопрос. В связи с этим обструкционисты были чрезвычайно популярны в Ирландии.
В том же году Парнелл посетил США в сопровождении О’Коннор Пауэра. Вопрос о его принадлежности к Ирландскому Республиканскому Братству был предметом научных дискуссий на протяжении века. Очевидно, что скорее всего по тактическим соображениям Парнелл вступил в ИРБ, во время принятия Килмэйнгемского соглашения.

### Рост карьеры Парнелла
Парнелл был посредственным оратором, но его организаторские и тактические способности побудили членов Ирландской Парламентской Партии (бывшей Партии гомруля) избрать его председателем на место Айзека Батта. Тот факт, что Парнелл был протестантом, придавал Партии «видимость экуменизма», но она была ошибочна, так как ирландское движение за независимость олицетворялось с католической верой, а протестантизм ассоциировался с навязанной Унией 1800 года.
Под его руководством Ирландская Парламентская Партия стала первой профессиональной политической организацией Великобритании и Ирландии. Он установил строгий отбор кандидатов и сумел сплотить ранее разобщенную партию.
Парнелл с 1880 года становится неформальным лидером националистского движения Ирландии; его даже называли «некоронованным королём» Ирландии. Он получал значительную финансовую поддержку от США.

### Аграрный вопрос
Несмотря на свои националистские взгляды, Парнелл не был демократом, а, скорее, консерватором, что ярче всего выражалось в его взглядах на право частной собственности. Он вел умеренную политику, чтобы примирить либеральное и радикальное крыло партии. Это позволяло ему контролировать в том числе и настроения радикалов по отношению к аграрной реформе. Впрочем, хотя Парнелл и был убежден, что решение земельного вопроса должно быть первым шагом на пути к ирландской автономии, он был верен интересам своего класса и не стремился к радикальному решению этого вопроса, которого хотели многие члены его партии. Этот факт объясняет то, что Парнелл хотел захватить руководство Ирландской Национальной Земельной Лиги, которая была основана в 1879 году Майклом Дэвиттом, который мечтал о «свободной и равноправной Ирландии, где не будет частной собственности, а земля будет принадлежать государству».
Идеологической основой Лиги была программа трёх F: (Fixity of tenure, Free sale, Fair rents). Первое означало закрепление за жителем права пользования землёй, если он регулярно платил налог; второе — право фермеров торговать своей продукцией по рыночной цене; третье — установление фиксированной суммы ренты за пользование землёй. Главной целью было позволить арендаторам в перспективе стать собственниками обрабатываемых земель. Защита прав ирландского крестьянства сделала Земельную Лигу чрезвычайно популярной. 
В обстановке глубокого аграрного кризиса росло оживление вокруг земельного вопроса. Экономические трудности ухудшали политическую ситуацию в Ирландии. Рост социальной напряженности выразился в движениях бойкотирования, названных по имени капитана Бойкотта, управляющего имения в графстве Майо, который выгнал с ферм крестьян, не сумевших выплатить ренту лендлорду в неурожайном году. Парнелл сформулировал этот принцип в своей речи в Эннисе в сентябре 1880 года: «Когда кто-либо захватывает чужую землю, … вы должны избегать его на улицах села, вы должны избегать его в магазинах, вы должны избегать его в парке и на рыночной площади, даже в церквах, оставляя его одного, подвергая его «моральному карантину», так будто он прокаженный, вы должны показать ему своё отвращение за то преступление, которое он совершил…» 
В феврале 1881 года либеральный премьер-министр Уильям Гладстон выдвигает в Парламенте проект нового закона, направленного против Земельной Лиги. Несмотря на оппозицию Парнелла и других ирландских депутатов, которые вели тактику обструкционизма, но были выдворены из Палаты Общин после непрерывной 46-часовой речи, закон был одобрен. Парнелл и его сподвижники были заключены в тюрьму. Однако вскоре, в 1882 году, Гладстону удалось примириться с Парнеллом путём Килмэнхемского соглашения, названного по имени тюрьмы Килмэнхем, где находился Парнелл. Заключённые были освобождены. 
С освобождения Парнелла начинался новый период реформ. Новым министром по делам Ирландии был назначен либерально настроенный лорд Фредерик Кавендиш. Но в день его прибытия в Ирландию он вместе со своим заместителем Томасом Генри Берком был убит в Феникс-парке членами организации «Непобедимые» (см. Убийства в Феникс-парке). Парнелл осудил убийц, но несмотря на это, отношение Гладстона оставалось неизменным.
Ирландский блок, объединённый Парнеллом, продолжал доминировать на британской политической арене в середине 1880-х. В это время Уильям Гладстон, лидер либералов, поддержал ирландскую идею гомруля и в 1886 году предложил в Парламент «Билль о гомруле», который встретил яростную оппозицию консерваторов, которые видели в этом идею разрушения Британской империи. В этом же году Гладстон проиграл на выборах и был смещен с поста премьер-министра. Впервые произошло смещение с поста, связанное с вопросом ирландской автономии.

### Подделки Пиготта
В марте 1887 года ряд писем, опубликованных в «Таймс» под заголовком «Парнеллизм и преступление» обвинял Парнелла в участии в подготовке убийства лорда Кавендиша и его секретаря. «Таймс» публиковал несколько факсимиле писем, написанных рукой Парнелла, которые доказывали его причастность к убийству. Сам Парнелл немедленно заявил, что письма подложные. Правительство создало комиссию по расследованию, которая занималась этим вопросом на протяжении двух лет. Лишь в 1889 году, один из свидетелей, Ричард Пиготт, признался в том, что он подделывал письма. Вскоре он бежал в Мадрид, где покончил жизнь самоубийством. Парнелл был реабилитирован, «Таймс» выплатил ему значительную компенсацию.
Несмотря на скандал, популярность Парнелла к концу 1889 года достигает апогея.

### Дело Кэтрин О’Ши
Однако в декабре 1889 года становится известным, что Парнелл долгие годы имел связь с Кэтрин О’Ши, супругой парламентария капитана Уилли О’Ши. Парнелл не думал защищаться. Общественность поначалу восприняла это как очередную сплетню, но вскоре выяснилось, что сведения верны.
Связь Кэтрин О’Ши и Парнелла началась в 1880 году. Кэтрин и её муж были в процессе развода, и с 1886 года Кэтрин и Парнелл жили вместе. Нет никаких сомнений, что муж Кэтрин был в курсе этой связи. Причина, которая побудила его дать делу огласку — наследство, оставленное Кэтрин её тётей. Капитан растранжирил всё семейное наследство и приданое жены и теперь хотел получить ещё денег, начав шантажировать супругу. Та отказалась, поскольку хотела сохранить деньги для своих детей.
Бракоразводный процесс стал грандиозным событием для Великобритании и Ирландии. Политики были убеждены, что Парнелл должен уйти с политической арены после такого разоблачения. Однако Парнелл не выражал ни малейшего желания покинуть пост. Гладстон, под давлением религиозных членов своей партии был вынужден сообщить об отказе поддерживать Ирландскую Парламентскую Партию, пока её главой является Парнелл. Отказ Парнелла покинуть пост спровоцировал и раскол внутри партии. 44 члена партии, возглавляемые Джастином Маккарти, вице-президентом, примкнули к партии Гладстона, и лишь 27 поддержали Парнелла.

### Крах и смерть
В итоге Парнелл был смещен, и после трёх неудачных попыток вновь баллотироваться на пост главы партии, был вынужден признать своё поражение. В июне 1891 года он взял в жены Кэтрин О’Ши, но через полгода скончался. Его поражение на политической арене дискредитировало конституционалистское движение как эффективный способ борьбы ирландских националистов за независимость Ирландии.
Более века после смерти фигура Парнелла вызывает всеобщий интерес. Его ранняя смерть и история с Кэтрин привлекла к нему большее внимание, чем к другим выдающимся современникам (Тимоти Хили или Джон Диллон).

### На английском языке
- Bew P. Charles Stewart Parnell. — London: Gill & Macmillan Ltd, 1991. — ISBN 978-0717118861.
- Bew P. Enigma: A New Life of Charles Stewart Parnell. — London: Gill & Macmillan Ltd, 2012. — ISBN 978-0717154524.
- Haney J. Charles Stewart Parnell (World Leaders Past & Present). — Chelsea: Chelsea House Publishers, 1989. — ISBN 978-1555468200.
- Kee R. The Laurel and the Ivy: The Story of Charles Stewart Parnell and Irish Nationalism. — Hamish Hamilton, 1994. — ISBN 978-0241128589.
- Lyons F.S.L. Charles Stewart Parnell. — London: Gill & MacMillan, 2005. — ISBN 978-0717139392.
- O'Brien R. B. The Life of Charles Stewart Parnell 1846-1891. — New York: Harper And Brothers, 1898. — ISBN 978-1-113-79910-4.

### На русском языке
- Афанасьев Г. Е. Гл. VII Земельная лига и гомруль // История Ирландии / Предисл. Т.А. Михайловой. — 4-е издание. — Москва: Красанд, 2010. — ISBN 978-5-396-00180-0.
- Черчилль У. Книга XII. Викторианская эпоха. Гл. V. Гомруль для Ирландии; Гл. VI. Правительства лорда Солсбери // История англоязычных народов = A history of English-speaking peoples / Пер. с англ. О. Мичковского. — Екатеринбург: Гонзо, 2012. — Т. IV - Великие демократии (Great Democracies). — ISBN 978-5-904577-15-5.
- Черчилль У. Чарльз Стюарт Парнелл // Мои великие современники = Great Contemporaries. — Москва: Захаров, 2011. — ISBN 978-5-8159-1042-3.